# 06 PRESENT TOUR LIVE 発散だー!!
『06 PRESENT TOUR LIVE 発散だー!!』（06プレゼントツアーライブはっさんだー!!）は、玉置浩二の3枚目のライブ・アルバム。
また本作のライブ映像を収録した『'06「PRESENT」TOUR LIVE』についても合わせて記載する。

## 解説
ライブ・アルバムとしては2005年発売の『LIVE!! 「今日というこの日を生きていこう」』より約1年振りの発売となる。

## 収録曲

### Disc1
1. Melon Water
2. Love"セッカン"Do It
3. なんだ!!
4. Happiness
5. 金持ちさんちの貧乏人
6. カリント工場の煙突の上に
7. MR.LONELY
8. ワインレッドの心
9. 恋の予感
10. 悲しみにさよなら
11. 祝福
12. HAPPY BIRTHDAY 〜愛が生まれた〜

### Disc2
1. 風
2. あの頃へ
3. La-La-La
4. プレゼント
5. Lion
6. 発散だー!!
7. ROOTS
8. じれったい
9. キ・ツ・イ
10. 田園
11. しあわせのランプ
12. やせっぽちの星

## '06「PRESENT」 TOUR LIVE
『'06「PRESENT」TOUR LIVE』（06プレゼント・ツアー・ライブ）は玉置浩二のライブ・ビデオ。

### 解説
ライブ・ビデオとしては2005年発売の『「今日というこの日を生きていこう」　LIVE in Zepp Tokyo』より約1年振りの発売となる。

### 収録曲
1. Melon Water
2. Love"セッカン"Do It
3. なんだ!!
4. Happiness
5. 金持ちさんちの貧乏人
6. カリント工場の煙突の上に
7. MR.LONELY
8. ワインレッドの心
9. 恋の予感
10. 悲しみにさよなら
11. 祝福
12. HAPPY BIRTHDAY〜愛が生まれた〜
13. 風
14. あの頃へ
15. La-La-La
16. プレゼント
17. Lion
18. 発散だー!!
19. ROOTS
20. じれったい
21. キ・ツ・イ
22. 田園
23. しあわせのランプ
24. やせっぽちの星